# Félix Prieto (futbolista)
Félix Jacinto Prieto Partido (Salamanca, España, 24 de mayo de 1975), es un exfutbolista y entrenador español. Como futbolista jugaba en la posición de delantero. Actualmente dirige al CD El Campello de la 1a FFCV, segunda categoría regional de la Comunidad Valenciana. 

## Trayectoria
Extremo muy versátil que puede actuar por ambas bandas, incluso puede actuar como mediapunta, delantero o interior. A sus 33 años ya ha pasado por muchísimos equipos, sobre todo de la zona mediterránea y con mucha experiencia en Segunda B. Jugo 6 playoffs de ascenso a Segunda (dos con el Nástic, uno con el Ciudad, dos Alicante y otro con el Alcoyano) aunque tan solo consiguió el ascenso en el Nástic y en su anterior etapa en el Ciudad(si bien cierto es decir que cuando ascendió el Ciudad, Félix jugaba en el Reus)

## Clubes
| Club                    | País   | Años      |
| ----------------------- | ------ | --------- |
| C. D. Moscardó          | España | 1995-1996 |
| U. P. Langreo           | España | 1996-1997 |
| U. P. Plasencia         | España | 1997-1998 |
| Nástic de Tarragona     | España | 1998-2002 |
| CF Ciudad de Murcia     | España | 2002-2003 |
| CF Reus Deportiu        | España | 2002-2003 |
| Novelda C. F.           | España | 2003-2004 |
| Alicante CF             | España | 2004-2006 |
| CD Alcoyano             | España | 2006-2008 |
| CF Atlético Ciudad      | España | 2008-2010 |
| Club de Fútbol La Nucía | España | 2010-2011 |